# Mitromorpha rubrimaculata
Mitromorpha rubrimaculata é uma espécie de gastrópode do gênero Mitromorpha, pertencente a família Mitromorphidae.